# Peter Carmeliet
Peter Carmeliet (* 8. Dezember 1959 in Löwen) ist ein belgischer Mediziner. Er ist Professor an der Katholischen Universität Löwen.

## Leben
Carmeliet machte 1984 „maxima cum laude“ seinen Abschluss als Mediziner (medizinischer Doktorgrad) in Löwen, war 1978 Gastwissenschaftler an der University of Maryland und 1981 an der University of California, San Francisco, absolvierte 1984 bis 1986 seine klinische Ausbildung in Innerer Medizin am Universitätsklinikum Löwen und promovierte 1989 in Löwen (Ph. D.). 1986 war er an den Marine Biological Laboratories in Woods Hole, 1989/90 an der Harvard Medical School in Boston und 1990 bis 1992 am Whitehead Institute des Massachusetts Institute of Technology. 1992 kehrte er nach Löwen zurück und gründete eine eigene Forschungsgruppe. 1994 wurde er „Hoofdocent“ und 1998 Professor mit einer vollen Professur ab 2000.
Er ist Leiter des Labors für Angiogenese und Neurovaskuläre Zusammenhänge (Angiogenesis and Neurovascular Link) und des Labors für Zell-Metabolismus und Proliferation am Vesalius Research Center, dessen Direktor er ist. Er ist auch Adjunkt-Direktor des Zentrums für transgene Technologie und Gentherapie des VIB (Flämisches Interuniversitäres Institut fuer Biotechnologie).
2002 erhielt er den Francqui-Preis, 2005 den Interbrew-Baillet Latour Health Prize, 2010 den Ernst Jung-Preis und 2016 den Anitschkow-Preis der European Atherosclerosis Society. Für 2018 wurden ihm der Léopold-Griffuel-Preis und der A.H.-Heineken-Preis für Medizin zugesprochen. Er ist seit 2010 Mitglied der Leopoldina, seit 2017 der Königlich Niederländischen Akademie der Wissenschaften, seit 2019 der Academia Europaea und seit 2021 der American Academy of Arts and Sciences.
Carmeliet ist seit 1987 verheiratet und hat drei Kinder.

## Werk
Carmeliet befasst sich seit den 1980er Jahren mit der molekularen Grundlage der Angiogenese, insbesondere mit VEGF (Vascular Endothelial Growth Factor). Unabhängig von Napoleone Ferrara gelang ihm Anfang der 1990er Jahre die Entwicklung von Knockout-Mäusen, denen eine oder beide Kopien des VEGF Gens fehlten – in beiden Fällen kam es zu schweren Missbildungen. Die Versuche zeigten, dass VEGF sehr wichtig für die Ausbildung von Blutgefäßen bei Embryos war. Sie zeigten auch, dass die Blutgefäße die ersten Organe waren, die der Embryo bildete.
VEGF (dessen Gen zuerst 1989 kloniert wurde) spielt auch eine Rolle insbesondere bei der Krebsentstehung und wurde seitdem intensiv untersucht (auch mit der Entwicklung von Antagonisten und Antikörpern gegen VEGF vor allem in der Krebstherapie). Sein Labor entdeckte auch eine Rolle des VEGF bei der Ausbildung von ALS im Mausmodell und entwickelte eine Gentherapie dafür (im Mausmodell). Das war der erste Hinweis auf die Bedeutung von VEGF bei neurodegenerativen Erkrankungen.
Carmeliet untersuchte in seinem Labor auch weitere Moleküle mit ähnlichen Funktionen wie PlGF (placental growth factor), das auch eine Rolle bei der Angiogenese spielt, aber nur bei Krebs und Entzündungen (so dass sich bei Blockade nicht wie bei VEGF Auswirkungen auf normale Blutgefäßbildung ergeben). Mit Kollegen testete er Medikamente, die PlGF blockieren.
Er untersucht auch die Art und Weise, wie Blutgefäße ähnlich wie Nervenzellen bei der Neubildung ihren Weg finden und untersucht Zusammenhänge zwischen beiden Phänomenen.